# Forte Questel
Il forte Questel era una ridotta posta a difesa della città di Brest (Francia).

## Storia
Nel 1776 il comandante delle truppe della bassa Bretagna, Langeron, ordinò la costruzione della cintura di fortificazioni, da Portzic al Penfeld, sulla riva destra del fiume.
La fortezza fu voluta da Sébastien Le Prestre de Vauban, era di forma quadrata (100x100 metri circa) e anch'essa costruita per difendere la città dalla guerra d'indipendenza americana da una ipotetica invasione inglese. Questo forte, assieme al forte Keranroux (a circa 1,5 chilometri a destra) e al forte Penfeld (1 chilometro a sinistra), proteggevano la valle di Buis e la strada per Saint-Renan.
Durante la guerra d'indipendenza Brest era al centro del conflitto, e quindi decise di accelerare i lavori di costruzione, ultimando questo forte nel 1782.
La ridotta era a forma di losanga di misura 50 toises (circa 106 iarde, ovvero circa 97 metri), 11 sopra e 10 di larghezza della trincea. La sua guarnigione era composta da 260 soldati di fanteria, 65 artiglieri che lavoravano ai 26 cannoni (in grado di sparare oltre i 4,5 chilometri) e ai 2 mortai, supervisionati da 20 ufficiali. Per l'indipendenza e l'autonomia del forte, questo era dotato di un forno per il pane, un'infermeria e una riserva di polvere di 12 barili e almeno di 2000 palle per cannone.
L'accesso al forte è garantito da un ponte levatoio. La fortificazione è attorniata da un camminamento per i moschettieri.
La sua posizione domina due valli immediatamente ad ovest. Il suo sviluppo, in terra e muratura, è organizzato attorno al cortile. Il parapetto è accompagnato da un muro merlato, mentre la scanalatura è occupato da magazzini e caserme. Una galleria di tiro di nicchia corre lungo tutta la controscarpa. Il passaggio pedonale coperto dispone di quattro posti per le armi.
Partecipò alla difesa da terra del porto di Brest fino al 1914; in seguito fu utilizzato durante l'occupazione nazista dall'organizzazione Todt. Nonostante alcune bombe ricevute nel 1944, una delle quali ha distrutto una parte della caserma, il forte rimase in buone condizioni anche se abbandonato per anni a se stesso.
Nel 1990 fu restaurato e messo in sicurezza e dal 1995 il forte è di libero accesso a tutti e permette di passare attraverso scalinate, sotterranei e spalti del forte.